# Wapta Lake
Der Wapta Lake ist ein Gletschersee im Yoho-Nationalpark in den kanadischen Rocky Mountains im Osten der  kanadischen Provinz British Columbia, sowie westlich des Kicking Horse Passes.
Der Wapta Lake entsteht aus dem Cataract Brook und dem Blue Creek im Yoho-Nationalpark und ist die Quelle des Kicking Horse Rivers.
Der Trans-Canada Highway führt am Nordufer des Sees vorbei, während die Gleise der Canadian Pacific Railway am Südufer verlaufen. Auf der Strecke verkehrt auch der Rocky Mountaineer.